# Generalgouvernement Belgien
Das Kaiserliche Deutsche Generalgouvernement Belgien wurde nach der Besetzung weiter Teile Belgiens durch deutsche Truppen im Ersten Weltkrieg mit Allerhöchster Kabinettsorder vom 26. August 1914 zur Verwaltung der okkupierten belgischen Gebiete geschaffen und bestand bis zum Herbst 1918.

## Organisation

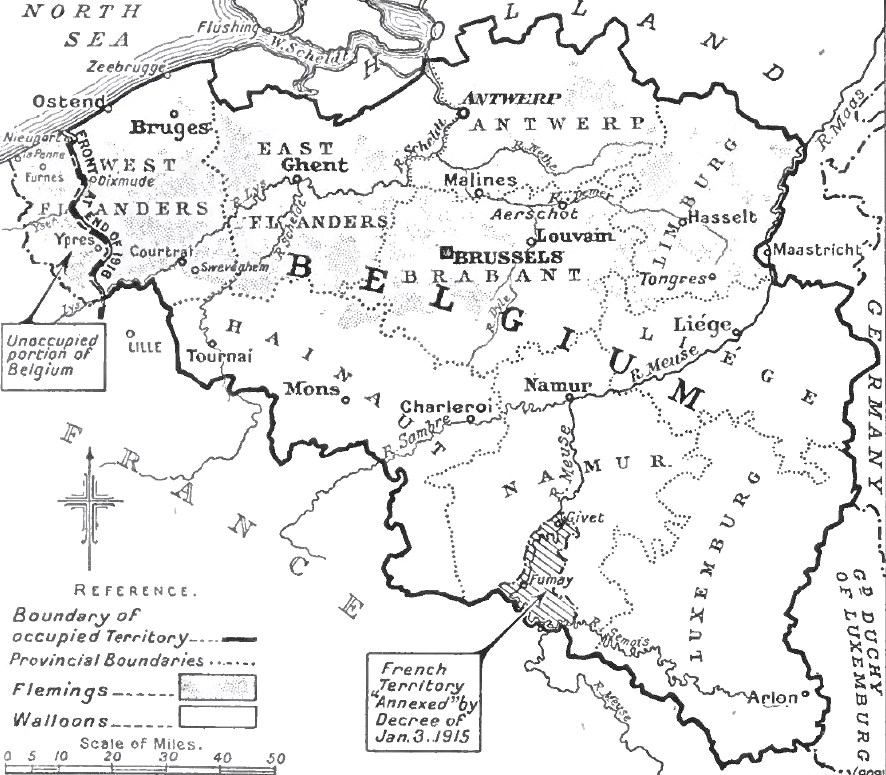
Karte der deutschen Verwaltung Belgiens (1914–1918)

Das Generalgouvernement wurde durch einen Generalgouverneur geleitet, der direkt dem Kaiser unterstand. Es umfasste zunächst die neun belgischen Provinzen mit Ausnahme von Teilen Westflanderns sowie die in das belgische Gebiet einschneidenden französischen Landesteile um Maubeuge und Givet. Nach dem Übergang in den Stellungskrieg im Herbst 1914 wurden West- und Ostflandern, der Kreis Tournai und das Gebiet um Maubeuge wieder an die Etappe abgegeben. Ab dem 1. Juli 1917 wurde eine Trennung der Verwaltung nach flämischen und wallonischen Provinzen durchgeführt.

## Aufgaben
Der Generalgouverneur hatte sowohl die militärische Sicherung als auch die zivile Verwaltung des Landes zu gewährleisten. Auf militärischer Seite unterstützte ihn dabei der Chef des Generalstabes, auf ziviler Seite der Chef der Zivilverwaltung Max von Sandt. Die Presse der besetzten Teile Belgiens durfte nur noch beschränkt erscheinen. Zur Behebung des Arbeitskräftemangels im Deutschen Reich kam es 1916/17 zur Einführung von Zwangsarbeitsmaßnahmen. Diese wurden nach internationaler Kritik, und weil sie sich als nicht effektiv erwiesen, bald wieder eingestellt.

## Generalgouverneure

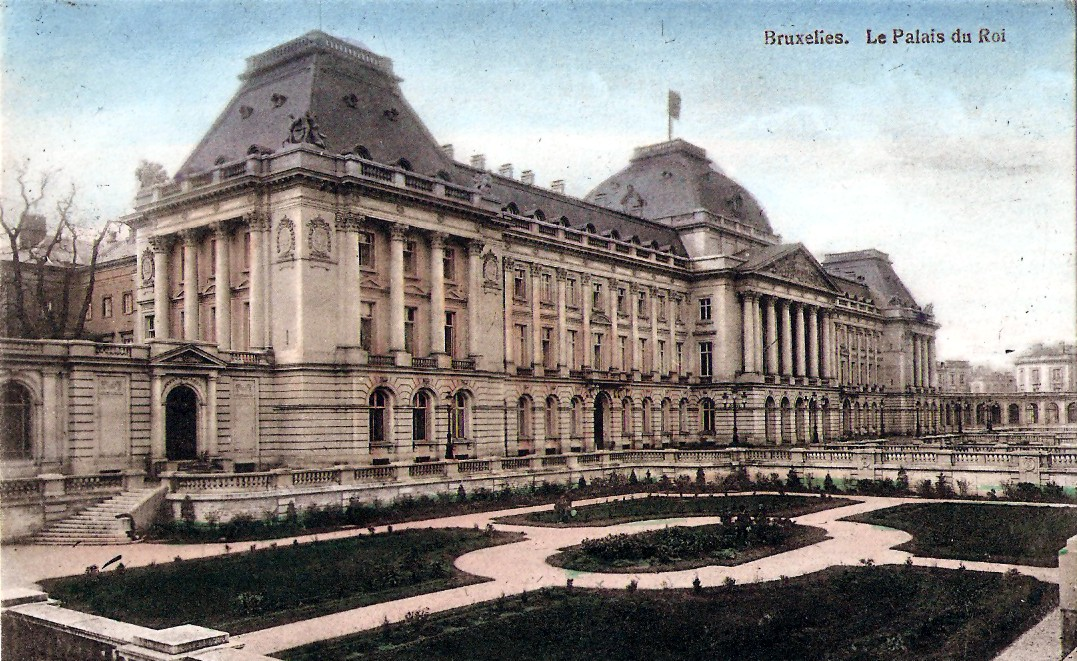
Königlicher Palast in Brüssel, Sitz des Militärgouvernements

Siegelmarke Der Verwaltungschef bei dem Generalgouverneur in Belgien

Zum Generalgouverneur mit Sitz in Brüssel bestimmte der deutsche Kaiser am 26. August den Generalfeldmarschall Freiherr von der Goltz, der aber wegen Differenzen über die Behandlung der Belgier diesen Posten schon am 28. November 1914 wieder aufgab. Ihm folgte von Ende 1914 bis zu seinem Tode 1917 Generaloberst Moritz von Bissing und nach dessen Tod 1917 Generaloberst Ludwig von Falkenhausen. Leiter der zivilen Verwaltung waren Max von Sandt und Tilo von Wilmowsky.